# 毛果菘蓝
毛果菘蓝（学名：Isatis tinctoria var. praecox）为十字花科菘蓝属下的一个变种。